# Nesticella
Nesticella is een spinnengeslacht uit de familie holenspinnen (Nesticidae).

## Soorten
- Nesticella aelleni (Brignoli, 1972)
- Nesticella africana (Hubert, 1970)
- Nesticella benoiti (Hubert, 1970)
- Nesticella brevipes (Yaginuma, 1970)
- Nesticella buicongchieni (Lehtinen & Saaristo, 1980)
- Nesticella chillagoensis Wunderlich, 1995
- Nesticella connectens Wunderlich, 1995
- Nesticella ducke Rodrigues & Buckup, 2007
- Nesticella helenensis (Hubert, 1977)
- Nesticella inthanoni (Lehtinen & Saaristo, 1980)
- Nesticella kerzhneri (Marusik, 1987)
- Nesticella machadoi (Hubert, 1971)
- Nesticella marapu Benjamin, 2004
- Nesticella mogera (Yaginuma, 1972)
- Nesticella murici Rodrigues & Buckup, 2007
- Nesticella nepalensis (Hubert, 1973)
- Nesticella odonta (Chen, 1984)
- Nesticella okinawaensis (Yaginuma, 1979)
- Nesticella proszynskii (Lehtinen & Saaristo, 1980)
- Nesticella quelpartensis (Paik & Namkung, 1969)
- Nesticella renata (Bourne, 1980)
- Nesticella robinsoni Lehtinen & Saaristo, 1980
- Nesticella sechellana (Simon, 1898)
- Nesticella sogi Lehtinen & Saaristo, 1980
- Nesticella songi Chen & Zhu, 2004
- Nesticella taiwan Tso & Yoshida, 2000
- Nesticella taurama Lehtinen & Saaristo, 1980
- Nesticella utuensis (Bourne, 1980)
- Nesticella yui Wunderlich & Song, 1995